# Manykiwci
Manykiwci (ukr. Маниківці; pol. hist. Manikowce) – wieś na Ukrainie, w obwodzie chmielnickim, w rejonie derażniańskim.